# Орто-, мета-, пара- (химия)
Орто- (от др.-греч. ορθός «прямой»), мета- (μετα- «после», «через», «между») и пара- (παρα- «против», «возле», «мимо») в химии — приставки (локанты) для обозначения видов химических соединений и их изомеров.

## Органическая химия
Приставки орто-, пара- и мета- употребляются в органической химии для обозначения положения двух одинаковых или различных друг относительно друга заместителей в бензольном кольце (орто-изомер — с соседним положением заместителей, также носит название 1,2-изомер; мета-изомер — заместители разделены одним атомом углерода, также носит название 1,3-изомер; пара-изомер — заместители находятся на максимальном удалении друг от друга, также носит название 1,4-изомер).
| орто-, пара-, мета- изомерия на примере изомеров ксилола: | орто-, пара-, мета- изомерия на примере изомеров ксилола: | орто-, пара-, мета- изомерия на примере изомеров ксилола: |
| --------------------------------------------------------- | --------------------------------------------------------- | --------------------------------------------------------- |
|                                                           |                                                           |                                                           |
| орто-ксилол                                               | пара-ксилол                                               | мета-ксилол                                               |

В последней (2013 год) версии «Синей книги» ИЮПАК, описывающей рекомендации и предпочтительные названия в номенклатуре органической химии, использование локантов о-, м- и п- более не рекомендовано (за исключением о-, м- и п-ксилола); вместо них обязательно использование числовых локантов. 

## Неорганическая химия
В неорганической химии приставки орто- и мета- употребляют в названиях форм кислот, различающихся содержанием гидроксогрупп: орто- — наибольшее, мета- — наименьшее. Например, ортофосфорная (3 группы -OH) и метафосфорная (1 группа -OH) кислоты:
|                               |  |                              |
| Ортофосфорная кислота (Н3РО4) |  | Метафосфорная кислота (НРО3) |

## Обозначение спина
Приставки орто- и пара- используют также для обозначения ориентации спинов в двухатомной молекуле. Например, различают ортоводород и параводород.